# Odkrywamy Paderewskiego
Międzynarodowy Festiwal „Odkrywamy Paderewskiego” - festiwal muzyczny organizowany we Lwowie od 2012 roku przez Polsko-Ukraińską Fundacja im. Ignacego Jana Paderewskiego.
Program festiwalu obejmuje koncerty i spektakle odnoszące się do twórczości muzyków, którzy wywarli wpływ na twórczość muzyczną Paderewskiego oraz artystów współczesnych z różnych krajów odnoszących się w swojej twórczości do Paderewskiego.